# Frode Urkedal
Frode Olav Olsen Urkedal (* 14. Mai 1993 in Oslo) ist ein norwegischer Schachspieler.

## Leben
Frode Urkedal wuchs in Oslo auf. Er besuchte die Engebråten skole, eine Mittelschule im Osloer Stadtteil Kjelsås und absolvierte danach als weiterführende Schule die Foss videregående skole in Grünerløkka. Seit 2014 studiert er in Trondheim.
Mit dem Schachspielen begann er an der Schule. Seine ersten Trainer waren Finn Møller an der Schule und Johs R. Kjeken in Urkedals Verein Schakklubben av 1911. Später wurde er auch von unter anderem Alexandar Deltschew trainiert.

## Erfolge
Die norwegische Einzelmeisterschaft gewann er 2012 vor Espen Lie und 2014 vor Aryan Tari.
Für die norwegische Nationalmannschaft spielte er bei der Schacholympiade 2010 am vierten und der Olympiade 2012 am dritten Brett. Bei der Schacholympiade 2014 in Tromsø spielte er am Spitzenbrett der zweiten norwegischen Mannschaft. Ihm gelang dort in der zweiten Runde ein Sieg gegen Wassyl Iwantschuk. Bei der Mannschaftseuropameisterschaft 2015 spielte Urkedal am vierten Brett der norwegischen Mannschaft.
Vereinsschach spielt er für den Osloer Schakklubben av 1911, dem größten Schachverein Norwegens. Seit der Saison 2009/10 spielt Urkedal in der höchsten norwegischen Liga, der Eliteserien, am Spitzenbrett, 2020 wurde er mit diesem norwegischer Mannschaftsmeister. Mit dem Verein nahm er auch am European Club Cup 2008 in Kallithea (Chalkidiki) teil. In Schweden spielt er für den Farsta SK.
Seit Juni 2011 trägt er den Titel Internationaler Meister. Die Normen hierfür erzielte er alle mit Übererfüllung: beim 2. Sveins Minneturnier im Juni 2009 in Oslo, bei der norwegischen Einzelmeisterschaft im Juli 2010 in Fredrikstad sowie beim 40. Rilton Cup 2010/11 in Stockholm. Normen zum Erhalt des Großmeister-Titels erzielte er bei der norwegischen Einzelmeisterschaft im Juli 2012 in Sandefjord, in der norwegischen Mannschaftsmeisterschaft 2013/14 sowie im Februar 2016 bei einem Großmeisterturnier in Porto Cristo, so dass ihm 2016 der Großmeister-Titel verliehen wurde.
Im Januar 2021 lag er mit einer Elo-Zahl von 2568 auf dem fünften Platz der norwegischen Elo-Rangliste. Seine höchste Elo-Zahl war 2572 im Januar 2018.